# Georg Fluckinger
Georg Fluckinger (n. 1 martie 1955, Viena, Zonele aliate de ocupație din Austria) este un sănier ce a reprezentat Austria, medaliat olimpic. A participat la 3 ediții ale Jocurilor Olimpice (1980, 1984, 1988) în care a câștigat o medalie de bronz.